# ليون جورمان
ليون جورمان (بالإنجليزية: Leon Gorman)‏ هو شخصية أعمال أمريكي، ولد في 20 ديسمبر 1934، وتوفي في 3 سبتمبر 2015.